# Cross processing

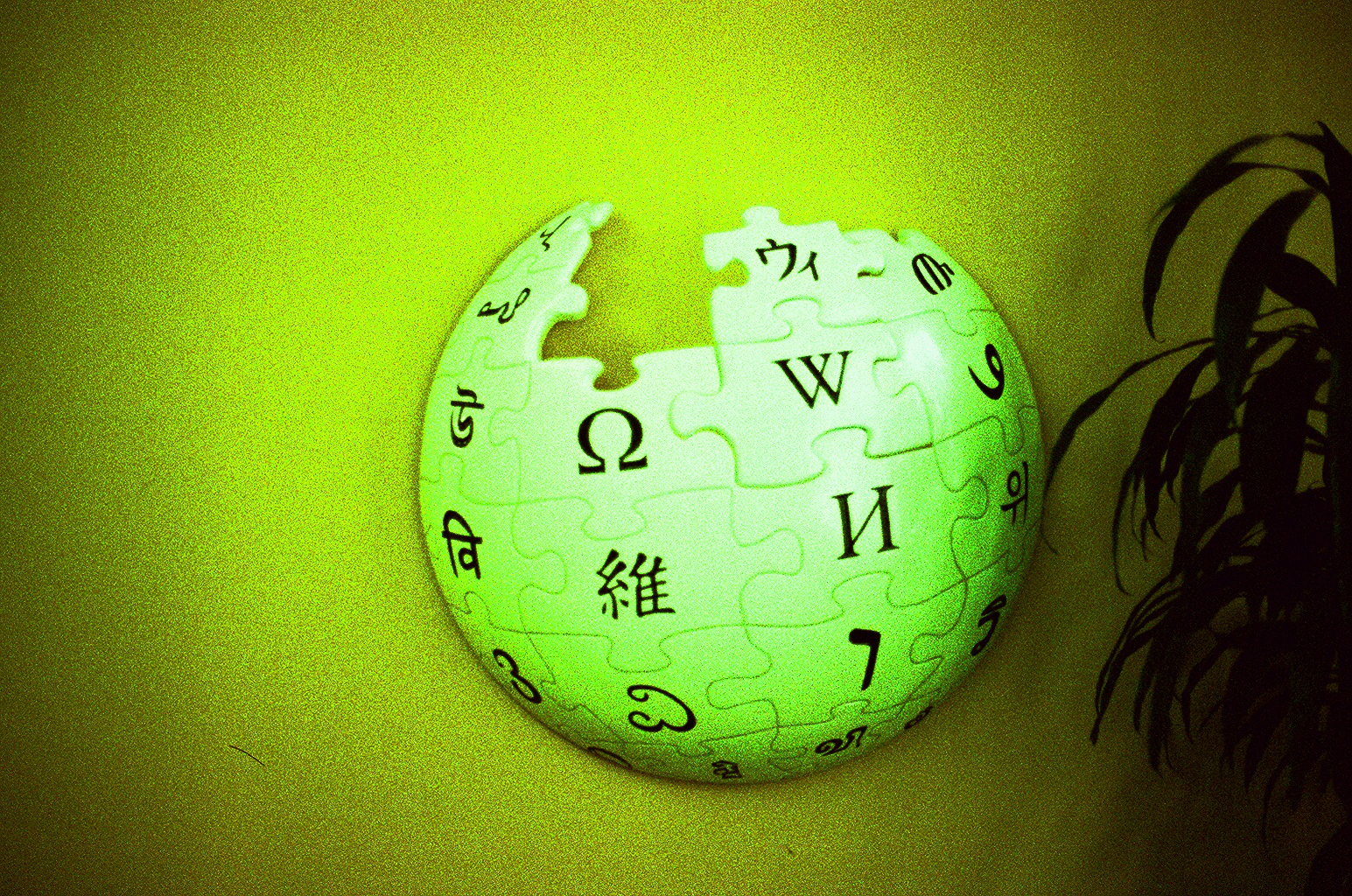
Przykład krosowania zdjęcia wykonanego na slajdzie, wywołane w procesie C-41

Cross processing (pol. proces krosowania) – technika wywoływania filmów negatywowych w procesie przeznaczonym dla slajdów (np. E-6), lub slajdów w procesie negatywowym (np. C-41).
Istnieje także nowoczesna forma wykorzystywana w postprodukcji, za pomocą technik cyfrowych, przy użyciu programów do obróbki zdjęć. Popularnym serwisem internetowym korzystającym z takich efektów jest Instagram.